# Dreaming Wide Awake
Dreaming Wide Awake — второй студийный альбом певицы и композитора Лиз Райт, выпущенный в 2005 году. В чарте Top Contemporary Jazz журнала Billboard альбом занял первое место.
Записан в студии Allaire, Шокэн, Нью-Йорк, 27 октября—5 декабря 2004 года S. Husky Höskulds.

## Список композиций
| №   | Название                                      | Длительность |
| --- | --------------------------------------------- | ------------ |
| 1.  | «A Taste of Honey» (Marlow–Scott)             | 3:51         |
| 2.  | «Stop» (Henry)                                | 3:32         |
| 3.  | «Hit the Ground» (Harris–Reagon–Wright)       | 3:31         |
| 4.  | «When I Close My Eyes» (Bowne–Honda–Thompson) | 3:16         |
| 5.  | «I'm Confessin'» (Daugherty–Neiburg–Reynolds) | 2:58         |
| 6.  | «Old Man» (Young)                             | 3:40         |
| 7.  | «Wake Up, Little Sparrow» (Jenkins)           | 3:00         |
| 8.  | «Chasing Strange» (Thompson)                  | 3:48         |
| 9.  | «Get Together» (Powers)                       | 4:42         |
| 10. | «Trouble» (Henderson–Wright)                  | 5:12         |
| 11. | «Dreaming Wide Awake» (Wright)                | 3:44         |
| 12. | «Without You» (Harris)                        | 4:05         |

Бонус-трек
| №   | Название                                       | Длительность |
| --- | ---------------------------------------------- | ------------ |
| 13. | «Narrow Daylight» (Diana Krall–Elvis Costello) | 4:04         |

## Участники записи
- Лиз Райт — вокал
- Крис Брюс — гитара
- Билл Фриселл — гитара
- Грег Лейц — гитара
- Гленн Пэтша — клавишные, бэк-вокал
- Патрик Уоррен — клавишные
- Марк Энтони Томпсон — губная гармоника, бэк-вокал
- Дэвид Пилтч — контрабас
- Эрл Хэрвин — барабаны
- Джефф Хейнс — перкуссия